# 潘莉
潘莉（1970年—），是一名中國已退役羽球運動員。

## 簡歷
1991年，潘莉與吳宇紅一起獲得亞洲羽球錦標賽女子雙打季軍。1992年，她們在同一項目贏得冠軍。在中國羽球公開賽上，兩人在1992年和1993年都獲得女子雙打亞軍。1991年，她們參加了世界羽球錦標賽，並列第9位。